# I-367 (sous-marin)
L'I-367 (イ-367) est un sous-marin de Classe Type D (丁型/潜丁型潜水艦, Tei-gata/Sen-Tei-gata sensuikan) de la sous-classe D1 (丁型/潜輸（伊三百六十一型）, Tei-gata/Sen'yu, classe I-361) en service dans la marine impériale japonaise durant la Seconde Guerre mondiale.
Il a servi pendant la Seconde Guerre mondiale et a effectué des missions de transport entre le Japon et des îles périphériques jusqu'à ce qu'il soit transformé en porte-torpilles d'attaque suicide kaiten. Il a survécu à la guerre, s'est rendu aux forces alliées en 1945 et a été sabordé en 1946.

## Description
Les sous-marins de la sous-classe D1 étaient des sous-marins de transport à moyenne portée. La construction s'étalant entre 1943 et 1944
Ils ont un déplacement de 1 463 tonnes en surface et 2 251 tonnes en immersion. Les sous-marins mesuraient 73,5 mètres de long, avaient une largeur de 8,9 mètres et un tirant d'eau de 4,76 mètres. Les sous-marins permettaient une profondeur de plongée de 75 m et avaient un effectif de 55 officiers et membres d'équipage.
Kampon a été retenu comme fabricant des moteurs diesel Mk.23B Model 8. Pour la navigation de surface, les sous-marins étaient propulsés par deux moteurs diesel de 925 cv (680 kW), chacun entraînant un arbre d'hélice. En immersion, chaque hélice était entraînée par un moteur électrique de 600 chevaux-vapeur (441 kW). Ils pouvaient atteindre 13 nœuds (24 km/h) en surface et 6,5 nœuds (12 km/h) sous l'eau. En surface, les D1 avaient une autonomie de 15 000 milles nautiques (27 800 km) à 10 noeuds (19 km/h); en immersion, ils avaient une autonomie de 120 milles nautiques (200 km) à 3 noeuds (6 km/h).
Les sous-marins étaient armés de 2 tubes lance-torpilles internes de 53,3 cm à l'avant. Ils transportaient un torpille pour chaque tube, soit un total de 2 torpilles Type 95. Ils étaient également armés d'un canon de pont de 140 mm (L/40) Type 11e année pour le combat en surface et de 2 canons anti-aérien de 25 mm Type 96.

## Construction
Construit par le chantier naval de Mitsubishi à Kobe au Japon, le I-367 a été mis sur cale le 22 octobre 1943 sous le nom de sous-marin de transport n°5467. Il est renommé I-367 pendant sa construction et a été lancé le 29 avril 1944. Il a été achevé et mis en service le 15 août 1944.

## Historique
Le I-367 est mis en service dans la Marine impériale japonaise le 15 août et rattaché au district naval de Sasebo. Le capitaine de corvette (海軍少佐 (Kaigun-shōsa))  Shinohara Shigeo est le commandant du sous-marin lors de sa mise en service. Il est affecté au 11e escadron de sous-marins pendant sa mise au point.
Une fois ses essais techniques terminés, il est réaffecté au 7e escadron de sous-marins le 15 octobre 1944, et rejoint les sous-marins I-361, I-362, I-363, I-366, I-368, I-369, I-370 et I-371.

### Missions de transport
Le 31 octobre 1944, le I-367 quitta Yokosuka à destination de l'île Marcus pour sa première mission de transport, transportant 61 tonnes de nourriture et de munitions. Il arrive à l'île Marcus le 6 novembre 1944 et retourne à Yokosuka, qu'il atteint le 12 novembre 1944. Il quitte Yokosuka le 4 décembre 1944 pour son deuxième voyage de transport, en direction de l'île Wake, avec une cargaison de 81 tonnes de munitions et de produits alimentaires. Il atteint Wake le 17 décembre 1944, décharge sa cargaison, reprend la route et retourne à Yokosuka le 1er janvier 1945.

### Porteur Kaiten
Le 7e escadron de sous-marins est désactivé le 20 mars 1945 et le I-367 est réaffecté à la 15e division de sous-marins. Entre-temps, après avoir atteint Yokosuka, il est converti au chantier naval de Yokosuka d'un sous-marin de transport en un porte-torpilles d'attaque suicide kaiten , la conversion impliquant l'enlèvement de son canon de pont de 140 millimètres et de sa péniche de débarquement de classe Daihatsu et leur remplacement par des accessoires lui permettant de transporter cinq kaiten sur son pont. Sa conversion a été achevée à la fin du mois d'avril 1945.

### Première mission kaiten
Alors que le I-367 était en cours de conversion, les forces américaines ont capturé des bases avancées et des mouillages dans les îles Kerama au sud-ouest d'Okinawa entre le 26 et le 29 mars 1945. La bataille d'Okinawa a commencé lorsque les forces américaines ont débarqué sur Okinawa même le 1er avril 1945. Les I-366 et I-367 sont désignés comme le groupe Kaiten Shimbu ("Les guerriers de Dieu") , et le 1er mai 1945, le I-367 se déplace vers la base de kaiten à Otsujima pour charger les kaiten afin qu'ils puissent être déployées pour attaquer les navires alliés soutenant les combats sur Okinawa. Le 5 mai 1945 - Journée des enfants (Kodomo no hi) au Japon - il se met en route pour une zone de patrouille au nord-ouest de Saipan en pilotant le traditionnel koinobori (banderole de carpe) de la journée des enfants depuis l'antenne radio de sa tour de contrôle. Le 6 mai 1945, le I-366 subit des dommages lorsqu'il heurte une mine magnétique au large de Hikari et n'a pas pu se déployer, si bien que le I-367 est devenu le seul sous-marin à patrouiller au sein du groupe Shimbu.
Entre le 15 et le 19 mai 1945 - date à laquelle il arrive dans sa zone de patrouille au sud-est d'Okidaitojima et à 450 milles nautiques (830 km) au nord-ouest de Saipan le 17 mai 1945 - le I-367 établit un contact sonore avec les navires alliés à quatre reprises, mais ne peut pas à chaque fois se rapprocher pour une attaque. Il se trouve à l'est d'Okinawa le 27 mai 1945 lorsqu'il aperçoit un convoi de quatre navires composé de navires du 6e escadron des services de la marine américaine. Trois des quatre kaiten du I-367 sont défectueux - deux avec des gouvernails défectueux et un avec un problème de moteur - mais d'une position sur le travers bâbord du convoi, il lance ses deux autres kaiten. Le remorqueur de la flotte USS Sioux coule un des kaiten avec le feu d'un canon Bofors de 40 mm. Le I-367 a déclaré que deux navires marchands ont coulé et certains rapports affirment que le destroyer d'escorte USS Gilligan a subi des dommages lors d'une attaque de kaiten le 27 mai, mais en fait le convoi n'a pas subi de dommages lors de l'attaque du I-367 et les dommages du Gilligan ont été infligés par un kamikaze.
Le I-367 amet le cap sur le Japon, arrivant à Otsujima le 4 juin 1945 pour débarquer ses derniers kaiten et les pilotes de kaiten, puis se dirige vers Kure, où il arrive le 5 juin 1945.

### Seconde mission kaiten
Le 19 juillet 1945, le I-367 fait partie du groupe Kaiten Tamon avec les sous-marins I-47, I-53, I-58, I-363 et I-366. Avec cinq kaiten à bord, il se met en route ce jour-là depuis la base de kaiten à Otsujima en direction d'une zone de patrouille située à 400 milles nautiques (740 km) au sud-est d'Okinawa. Il se trouve au large du détroit de Bungo lors de son voyage de retour vers le Japon lorsqu'il apprend le 15 août 1945 que l'empereur Hirohito avait annoncé la fin des hostilités entre le Japon et les Alliés ce jour-là. Il arrive à Otsujima plus tard dans la journée et débarque ses pilotes de kaiten, puis se dirige vers Kure, qu'il atteint le 16 août 1945. Il se rend aux Alliés en septembre 1945.

### Disposition finale
Le I-367 déménage de Kure à Sasebo, où il est dépouillé de tout matériel et équipement de valeur.
Les Japonais le rayent de la liste de la marine le 30 novembre 1945.
Dans le cadre de l'opération Road's End, le 1er avril 1946, le sous-marin américain USS Nereus a remorqué le I-367 de Sasebo jusqu'à une zone au large des îles Goto. L'équipage japonais a quitté le sou-marin à 13h10. À 13h18, des charges de démolition à bord explosent et le navire coule en 30 secondes, le deuxième d'une série de sous-marins japonais qui seront sabordés dans la zone ce jour-là.